# جوجلبيديا
جوجلبيديا Googlepedia هو تمديد مجاني مفتوح المصدر لمتصفح فيرفكس. يقوم التمديد بعرض روابط لمقالات ويكيبيديا على صفحات نتائج البحث في جوجل.

## وصلات خارجية
- الموقع الرسمي
- التمديد على موقع تحديث موزيلا